# Pteropus caniceps
Pteropus caniceps е вид бозайник от семейство Плодоядни прилепи (Pteropodidae). Видът е почти застрашен от изчезване.

## Разпространение
Разпространен е в Индонезия.